# Чорноморський округ (РРФСР)
Чорноморський округ — адміністративно-територіальна одиниця у РРФСР у Північно-Східному Надчорномор'ї на півдні від Кавказьких гір, що існувала в 1920—1930 роках. Центр округу — місто Новоросійськ.

## Історія
Чорноморський округ було утворено 11 травня 1920 року у складі Кубано-Чорноморської області на території колишньої Чорноморської губернії. Центром округу стало місто Новоросійськ. Спочатку округ поділявся на 8 волостей: Адлерську, Гагринську, Геленджицьку, Джубзьку, Лазаревську, Новоросійську, Сочинську й Туапсинську.
30 червня 1920 року Гагринська волость була передана до Сухумського округу Грузії, а власне Чорноморський округ було розділено на 2 відділи: Новоросійський й Туапсинський.
20 листопада 1920 року, після ліквідації Таманського відділу до Чорноморського округу були приєднані місто Анапа з прилеглими поселеннями. На цій території була утворена Анапська волость Новоросійського відділу.
18 травня 1922 року Новоросійський й Туапсинський відділи були скасовані, а волості увійшли у пряме підпорядкування округу.
26 січня 1923 року округ було розділено на 5 районів: Анапський, Геленджицький, Новоросійський, Сочинський, Туапсинський.
2 червня 1924 року Чорноморський округ увійшов до складу Південно-Східної області, а з 16 листопада 1924 року — до складу Північно-Кавказького краю.
У вересні 1924 року з частини території Туапсинського району було утворено Шапсузький національний район з центром в місті Туапсе.
10 жовтня 1925 року з Кубанського округу до Чорноморського було передано Кримський район.
27 лютого 1930 року з частини території Кримського району Чорноморського округу й Абінського району Кубанського округу було створено Грецький національний район з центром в місті Кримське.
30 липня 1930 Чорноморський округ, як і більшість інших округів СРСР було скасовано. Його райони відійшли у пряме підпорядкування Північно-Кавказького краю.

## Населення
Населення округу в 1926 році становила 291 437 осіб (в тому числі міське — 112 467 осіб). З них: українці — 37,5%; росіяни — 34,7%; вірмени — 10,0%; греки — 5,5%; молдавани — 2,2%; білоруси — 1,8%; черкеси — 1,5%; грузини — 1,3%; німці — 1,1%.